# Diecezja Bandung
Diecezja Bandung (łac. Dioecesis Bandungensis, indonez. Keuskupan Bandung) – rzymskokatolicka diecezja ze stolicą w Bandung w prowincji Jawa Zachodnia, w Indonezji. Biskupstwo jest sufraganią archidiecezji dżakarckiej.

## Historia
20 kwietnia 1932 papież Pius XI brewe Romanorum Pontificum erygował prefekturę apostolską Bandung. Dotychczas wierni z tych terenów należeli do wikariatu apostolskiego Batavii (obecnie archidiecezja dżakarcka).
16 października 1941 prefekturę apostolską Bandung podniesiono do rangi wikariatu apostolskiego.
3 stycznia 1961 papież Jan XXIII podniósł wikariat apostolski Bandung do rangi diecezji.

## Główne świątynie
- Katedra: Katedra św. Piotra w Bandung

## Biskupi
- Giacomo Uberto Goumans OSC (1932 – 1941 prefekt apostolski, 1941 – 1951 wikariusz apostolski)
- Pierre Marin Arntz OSC (1952 – 1961 wikariusz apostolski, 1961 – 1984 biskup)
- Alexander Soetandio Djajasiswaja (1984 – 2006)
- Johannes Pujasumarta (2008 – 2010) następnie mianowany arcybiskupem Semarang
  - Ignatius Suharyo Hardjoatmodjo (2011 – 2014) administrator apostolski, arcybiskup Dżakarty
- Antonius Subianto Bunyamin (2014 – nadal)